# Hegyes szárnyú tarkamolyfélék
A hegyes szárnyú tarkamolyfélék (Acrolepiidae) a valódi lepkék (Glossata) alrendjébe tartozó Yponomeutoidea öregcsalád egyik családja három nemmel. Egyesek szerint a taxon nem önálló család, hanem Acrolepiinae néven a szakállasmolyfélék (Glyphipterigidae) egyik alcsaládja.
A tarkamolyfélék közeli rokonai. Az északi félgömbön terjedtek el; hazánkban nyolc-kilenc fajuk él. A hernyók a tápnövény levelében (vagy virágszárában) aknáznak, majd gubót szőnek a levél felszínén, és abban bábozódnak be (Mészáros, 2005).

## Ismertebb fajaik
- Acrolepia (Curtis, 1838)
  - ebszőlő-tarkamoly (Acrolepia autumnitella, A. pygmaeana Curtis, 1838) – Magyarországon többfelé előfordul (Fazekas, 2001; Pastorális, 2011);
- Acrolepiopsis:
  - hagymamoly (hagymavirág-tarkamoly – Acrolepiopsis assectella Zeller, 1839, mások szerint Acrolepia assectella) – Magyarországon sokfelé előfordul (Mészáros, 2005; Pastorális, 2011);
  - fehérfoltos tarkamoly (Acrolepiopsis tauricella, A. karolyii Staudinger, 1871) – Magyarországon sokfelé előfordul (Pastorális, 2011);
- Digitivalva (Gaedike, 1970)
  - árnikarágó tarkamoly (Digitivalva arnicella Heyden, 1863) – Magyarországon szórványos (Pastorális, 2011);
  - ökörszemlevél-tarkamoly (Digitivalva granitella Treitschke, 1833) – Magyarországon szórványos (Pastorális, 2011);
  - látványos tarkamoly (Digitivalva perlepidella Stainton, 1849) – Magyarországon szórványos (Pastorális, 2011);
  - homályos tarkamoly (Digitivalva pulicariae) Klimesch, 1956) – Magyarországon közönséges (Fazekas, 2001; Pastorális, 2011; Pastorális & Szeőke, 2011);
  - szalmagyopár-tarkamoly (Digitivalva reticulella, D. cariosella Hb., 1796) – Magyarországon szórványos (Pastorális, 2011);
  - peremizsevő tarkamoly (Digitivalva valeriella Snellen, 1878) – Magyarországon közönséges (Fazekas, 2001; Pastorális, 2011; Pastorális & Szeőke, 2011);